# Casa de Eslésvico-Holsácia-Sonderburgo-Glücksburgo
A Casa de Glücksburgo (em inglês: Glücksburg; em dinamarquês:  Lyksborg) é uma casa real originária da Casa de Oldemburgo que é descendente do rei Cristiano III da Dinamarca e foi inaugurada em 1825. Os seus membros incluem as dinastias reinantes da Dinamarca e da Noruega, da casa real da Grécia, bem como o príncipe Filipe, Duque de Edimburgo, pai do atual rei do Reino Unido, Carlos III.

## História
A casa tem o nome de Glücksburg, no norte da Alemanha. Ela própria é um ramo cadete da Casa de Oldemburgo, que é descendente do conde Cristiano de Oldemburgo, que se tornou rei da Dinamarca em 1448 e rei da Noruega em 1450. Como a casa original de Oldemburgo e a Casa de Eslésvico-Holsácia-Sonderburgo-Augustemburgo foram extintas em 1863 e 1931 respectivamente, a casa de Eslésvico-Holsácia-Sonderburgo-Glücksburgo agora é o ramo mais antigo sobrevivente da casa de Oldemburgo, depois do ramo Holsácia-Gotorp.
A casa desce patrilinearmente dos Duques de Eslésvico-Holsácia-Sonderburgo-Beck. O último deles tornou-se duque de Glucksburgo e mudou seu título para Frederico Guilherme, Duque de Eslésvico-Holsácia-Sonderburgo-Glucksburgo. Ele era casado com a princesa Luísa Carolina de Hesse-Cassel, a neta do rei Frederico V da Dinamarca.
Nem os duques de Beck e os de Glucksburgo eram governantes soberanos; mantiveram suas terras em feudo aos duques soberanos do Eslésvico e Holsácia, ou seja, os reis da Dinamarca e, antes de 1773, os Duques de Holsácia-Gottorp.
Cristiano de Eslésvico-Holsácia-Sonderburgo-Glucksburgo, o quarto filho do duque Frederico Guilherme, foi escolhido pelo rei Frederico VII da Dinamarca, sem filhos, para ser seu herdeiro, por Cristiano ser casado com a prima de Frederico, Luísa de Hesse-Cassel, apesar da lei sálica vigorar na Dinamarca nesta época. Ele se tornou o rei da Dinamarca como Cristiano IX em 15 de novembro de 1863.
Guilherme, o segundo filho do príncipe Cristiano e da princesa Luísa, foi eleito rei dos Helenos em 30 de março de 1863 para suceder o deposto Otão da Grécia e tomou o nome de Jorge I da Grécia.
O príncipe Haakon, o segundo filho de Frederico VIII da Dinamarca, filho mais velho e sucessor de Cristiano IX, tornou-se rei da Noruega em 18 de Novembro de 1905 como Haakon VII da Noruega.
As filhas de Cristiano IX, Alexandra da Dinamarca e Dagmar da Dinamarca, casaram-se com Eduardo VII do Reino Unido e Alexandre III da Rússia respectivamente. Como resultado, em 1914, descendentes do rei Cristiano IX foram mais prevalentes em tronos europeus do que os da rainha Vitória do Reino Unido, dando à Cristiano o apelido de "Sogro da Europa".

## Glucksburgo e Eslésvico-Holsácia

### Duque de Eslésvico-Holsácia-Sonderburgo-Glucksburgo e Eslésvico-Holsácia
Os duques de Eslésvico-Holsácia-Sonderburgo-Glucksburgo constituem a linha masculina sênior da família, que detêm a liderança tanto da Casa de Glucksburgo e toda a Casa de Oldemburgo.
| Nome                | Retrato | Vida        | Reinado     |
| ------------------- | ------- | ----------- | ----------- |
| Frederico Guilherme |         | 1816 - 1831 | 1825 - 1831 |
| Carlos              |         | 1813 - 1878 | 1831 - 1878 |
| Frederico           |         | 1814 - 1885 | 1878 - 1885 |
| Frederico Fernando  |         | 1855 - 1934 | 1885 - 1834 |
| Guilherme Frederico |         | 1831 - 1965 | 1934 - 1965 |
| Pedro               |         | 1922 - 1980 | 1965 - 1980 |
| Cristóvão           |         | 1949 - 2023 | 1980 - 2023 |
| Frederico Fernando  |         | 1985 -      | 2023 -      |

## Dinamarca

### Rei da Dinamarca
Em 1853, o príncipe Cristiano de Eslésvico-Holsácia-Sonderburgo-Glucksburgo era o herdeiro do Reino da Dinamarca, e em 1863, ele subiu ao trono. Seu pai era Frederico Guilherme, Duque de Eslésvico-Holsácia-Sonderburgo-Glucksburgo.
| Nome           | Retrato | Reinado                                        | Nascimento             | Morte                         |
| -------------- | ------- | ---------------------------------------------- | ---------------------- | ----------------------------- |
| Cristiano IX   |         | 15 de novembro de 1863 – 29 de janeiro de 1906 | 8 de abril de 1818     | 29 de janeiro de 1906 87 anos |
| Frederico VIII |         | 29 de janeiro de 1906 – 14 de maio de 1912     | 3 de junho de 1843     | 14 de maio de 1912 68 anos    |
| Cristiano X    |         | 14 de maio de 1912 – 20 de abril de 1947       | 26 de setembro de 1870 | 20 de abril de 1947 76 anos   |
| Frederico IX   |         | 20 de abril de 1947 – 14 de janeiro de 1972    | 11 de março de 1899    | 14 de janeiro de 1972 72 anos |
| Margarida II   |         | 14 de janeiro de 1972 – 14 de janeiro de 2024  | 16 de abril de 1940    |                               |
| Frederico X    |         | 14 de janeiro de 2024 – presente               | 26 de maio de 1968     |                               |

## Grécia

### Rei dos Helenos
| Nome           | Retrato | Nascimento             | Início do reinado      | Fim do reinado         | Morte                 | Notas  |
| -------------- | ------- | ---------------------- | ---------------------- | ---------------------- | --------------------- | ------ |
| Jorge I        |         | 24 de dezembro de 1845 | 30 de Março de 1863    | 18 de Março de 1913    | 18 de Março de 1913   |        |
| Constantino I  |         | 2 de agosto de 1868    | 18 de Março de 1913    | 11 de Junho de 1917    | 11 de Janeiro de 1923 | 1ª vez |
| Alexandre I    |         | 1 de agosto de 1893    | 11 de junho de 1917    | 25 de outubro de 1920  | 25 de outubro de 1920 |        |
| Constantino I  |         | 2 de Agosto de 1868    | 19 de dezembro de 1920 | 27 de setembro de 1922 | 11 de Janeiro de 1923 | 2ª vez |
| Jorge II       |         | 20 de julho de 1890    | 27 de setembro de 1922 | 25 de março de 1924    | 1 de abril de 1947    | 1ª vez |
| Jorge II       |         | 20 de julho de 1890    | 3 de novembro de 1935  | 1 de abril de 1947     | 1 de abril de 1947    | 2ª vez |
| Paulo I        |         | 14 de dezembro de 1901 | 1 de abril de 1947     | 6 de março de 1964     | 6 de março de 1964    |        |
| Constantino II |         | 2 de junho de 1940     | 6 de Março de 1964     | 1 de Junho de 1973     | 10 de janeiro de 2023 |        |

## Islândia

### Rei da Islândia
| Nome        | Retrato | Reinado                                     | Nascimento             | Morte                       |
| ----------- | ------- | ------------------------------------------- | ---------------------- | --------------------------- |
| Cristiano X |         | 1 de dezembro de 1918 – 17 de junho de 1944 | 26 de setembro de 1870 | 20 de abril de 1947 76 anos |

## Noruega

### Rei da Noruega
| Nome       | Retrato | Reinado                                         | Nascimento              | Morte                          |
| ---------- | ------- | ----------------------------------------------- | ----------------------- | ------------------------------ |
| Haakon VII |         | 18 de novembro de 1905 – 21 de setembro de 1957 | 3 de agosto de 1872     | 21 de setembro de 1957 85 anos |
| Olavo V    |         | 21 de setembro de 1957 – 17 de janeiro de 1991  | 2 de julho de 1903      | 17 de janeiro de 1991 87 anos  |
| Haroldo V  |         | 17 de janeiro de 1991 – presente                | 21 de fevereiro de 1937 |                                |